# Presidente del Tribunal de Cuentas
El presidente del Tribunal de Cuentas es un alto funcionario del Reino de España que encabeza el Tribunal de Cuentas, supremo órgano fiscalizador de las cuentas y de la gestión económica de Estado, así como del sector público. El presidente, al igual que el órgano constitucional que preside, solo responde ante las Cortes Generales, teniendo que presentar de forma anual un informe sobre el examen y comprobación de la Cuenta General del Estado.
La figura del Presidente del Tribunal de Cuentas se encuentra regulada en la Ley Orgánica 2/1982, de 12 de mayo, del Tribunal de Cuentas y en la Ley 7/1988, de 5 de abril, de Funcionamiento del Tribunal de Cuentas. De acuerdo a estas normas, es nombrado por el rey de España a propuesta de la mayoría del Pleno del Tribunal de Cuentas, por un periodo de tres años y sin limitación alguna.
La actual presidenta del Tribunal de Cuentas es Enriqueta Chicano Jávega desde el 22 de noviembre de 2021. Chicano ha trabajado en el Tribunal desde 1997 y, desde 2012, ha sido consejera.

## Funciones
De acuerdo con la Ley Orgánica 2/1982, de 12 de mayo, son atribuciones del presidente:
- Representar al Tribunal.
- Convocar y presidir el Pleno y la Comisión de Gobierno, así como decidir con voto de calidad en caso de empate.
- Ejercer la jefatura superior del personal al servicio del mismo y las funciones relativas a su nombramiento, contratación, gobierno y administración en general.
- Disponer los gastos propios del Tribunal y la contratación de obras, bienes, servicios, suministros y demás prestaciones necesarias para su funcionamiento.
- Las demás que le reconozca la Ley.
- Resolver las demás cuestiones de carácter gubernativo no asignadas a otros órganos del Tribunal.

Asimismo, la Ley 7/1988, de 5 de abril, detalla las siguientes:
- Fijar los correspondientes órdenes del día del Pleno y la Comisión de Gobierno, dirigir las deliberaciones y disponer la ejecución de los acuerdos de uno y otra.
- Convocar pruebas selectivas para cubrir las vacantes existentes en los Cuerpos del Tribunal o en el personal laboral, de acuerdo con la oferta de empleo aprobada por el Pleno; designar los miembros de los Tribunales calificadores previa propuesta de la Comisión de Gobierno, e instar la convocatoria de los procedimientos para la provisión de los puestos de trabajo correspondientes a funcionarios al servicio del propio Tribunal.
- Efectuar los nombramientos del personal al servicio del Tribunal y disponer, en su caso, su publicación en el Boletín Oficial del Estado.
- Promover y ejercer la potestad disciplinaria en caso de faltas graves.
- Declarar las situaciones administrativas en que deban quedar los funcionarios pertenecientes a los Cuerpos del Tribunal y la jubilación de los mismos cuando proceda.
- Comunicar a las Cortes Generales las vacantes de Consejeros de Cuentas que ocurran para que se provea acerca de su sustitución.
- Ejercer la superior inspección de los servicios propios del Tribunal y asegurar la coordinación, eficacia y buen funcionamiento de los mismos, adoptando las medidas que en cada caso considere necesarias y designando los funcionarios precisos dentro de las previsiones presupuestarias y de la correspondiente relación de puestos de trabajo.
- Designar los Consejeros que hayan de integrar las Salas de la Sección de Enjuiciamiento cuando no basten los inicialmente adscritos a la misma, según un turno de rigurosa rotación entre los mismos.
- Nombrar y separar libremente al personal eventual, a propuesta, en su caso, de los Consejeros, dentro de las previsiones presupuestarias y de la correspondiente relación de puestos de trabajo.
- Disponer, con sujeción a la Ley General Presupuestaria y a la legislación de contratos y patrimonio del Estado, los gastos propios del Tribunal y contratar las obras, bienes, servicios, suministros y demás prestaciones necesarias para su adecuado funcionamiento cuando hayan sido autorizados por el Pleno o la Comisión de Gobierno, o tengan carácter ordinario y periódico.

## Secretaría General de EUROSAI
El presidente del Tribunal de Cuentas es, desde su fundación en 1990, secretario general de la Organización Europea de Entidades Fiscalizadoras Superiores (EUROSAI) que, a su vez, es la organización regional de la Organización Internacional de las Entidades Fiscalizadoras Superiores (INTOSAI).
Como se establece en los Estatutos de la EUROSAI, la sede de la Organización se encuentra allí donde se ubique la sede del Tribunal de Cuentas (actualmente en Madrid), quien ostenta la Secretaría Permanente de la Organización.
Como secretario general, al presidente del Tribunal de Cuentas es miembro del Comité Directivo de la EUROSAI, y le compete:
- Preparar las sesiones del Comité Directivo.
- Ejecutar las decisiones adoptadas por el Congreso y por el Comité Directivo.
- Elaborar el proyecto de presupuesto de EUROSAI y someterlo al Comité Directivo.
- Presentar al Comité Directivo las cuentas, así como un informe financiero anual.
- Ejecutar el presupuesto y llevar las cuentas y la documentación de EUROSAI.
- Desempeñar las funciones que le sean asignadas por el Congreso o por el Comité Directivo.

## Régimen jurídico

### Elección
El presidente, que es nombrado por el rey de España, es elegido en votación secreta por y entre los Consejeros de Cuentas activos. Será elegido por mayoría absoluta en primera votación, por mayoría simple en segunda y, en caso de empate, se seguirá el criterio de mayor edad.
Es elegido para un periodo de tres años, sin límite de mandatos. En caso de vacante, el Pleno podrá elegir un presidente para un mandato completo si la vacante se tratare por fin de mandato, o para lo que reste de mandato en caso de terminación anticipada del mandato o porque el tiempo hasta la renovación total del Tribunal fuera inferior a los tres años.
Tras la elección, el Pleno se lo comunicará al Presidente del Congreso de los Diputados, que se lo transmitirá a Su Majestad el Rey para el nombramiento y toma de posesión.

### Cese y sustitución
El presidente, al igual que los consejeros de cuentas, solo pueden cesar en casos tasados, a saber:
- Agotamiento del mandato.
- Renuncia aceptada por las Cortes Generales.
- Incapacidad.
- Incompatibilidad.
- Cese por haber incurrido en responsabilidad disciplinaria, que se producirá por incumplimiento grave de los deberes del cargo o por haber sido declarados, en virtud de sentencia firme, responsables civilmente por dolo o condenados por delito doloso.

En los casos de vacante, ausencia, enfermedad o cualquier otro impedimento legal del presidente, le sustituirán en sus funciones los presidentes de las secciones de Fiscalización y de Enjuiciamiento, por este orden, y, en defecto de los mismos, el consejero de más edad.

### Incompatibilidades
Los miembros del Tribunal de Cuentas están sujetos a las mismas causas de incapacidad, incompatibilidades y prohibiciones establecidas para los jueces en el artículo 389 de la Ley Orgánica del Poder Judicial; a saber:
- Con el ejercicio de cualquier otra jurisdicción ajena a la del Poder Judicial.
- Con cualquier cargo de elección popular o designación política del Estado, Comunidades Autónomas, Provincias y demás entidades locales y organismos dependientes de cualquiera de ellos.
- Con los empleos o cargos dotados o retribuidos por la Administración General del Estado, las Cortes Generales, la Casa Real, Comunidades Autónomas, Provincias, Municipios y cualesquiera entidades, organismo o empresas dependientes de unos u otras.
- Con los empleos de todas clases en los Tribunales y Juzgados de cualquier orden jurisdiccional.
- Con todo empleo, cargo o profesión retribuida, salvo la docencia o investigación jurídica, así como la producción y creación literaria, artística, científica y técnica, y las publicaciones derivadas de aquélla, de conformidad con lo dispuesto en la legislación sobre incompatibilidades del personal al servicio de las Administraciones Públicas.
- Con el ejercicio de la Abogacía y de la Procuraduría.
- Con todo tipo de asesoramiento jurídico, sea o no retribuido.
- Con el ejercicio de toda actividad mercantil, por sí o por otro.
- Con las funciones de Director, Gerente, Administrador, Consejero, socio colectivo o cualquier otra que implique intervención directa, administrativa o económica en sociedades o empresas mercantiles, públicas o privadas, de cualquier género.

## Control parlamentario
El presidente del Tribunal de Cuentas comparece, de forma ordinaria, una vez al año, ante la Comisión Mixta para las Relaciones con el Tribunal de Cuentas, donde expone los informes de fiscalización que considere necesarios, o aquellos le sean solicitados por el Poder Legislativo. Asimismo, puede comparecer en cualquier otro momento a petición propia o a solicitud de la Comisión.

## Historia
La larga historia del Tribunal de Cuentas se remonta al siglo xiii, siendo por aquel entonces los contadores mayores y menores de Castilla los que asumían, entre otras, funciones similares a las que ejerce hoy este Supremo Tribunal contable. De esta época, se considera el origen del tribunal las ordenanzas de 1436 y 1437 promulgadas por Juan II de Castilla, que reguló por primera vez el control de la Hacienda pública mediante la creación de la Casa de Cuentas de Valladolid y la regulación de la Contaduría Mayor de Cuentas. Si bien no hubo propiamente un presidente, en esta época y en las posteriores existieron los contadores mayores, tales como José Pichón, Juan Sánchez de Sevilla, Diego Arias Dávila, su hijo, Pedro Arias Dávila el Valiente, Alfonso de Quintanilla Álvarez, Álvaro de Zúñiga y Pérez de Guzmán, duque de Béjar, Francisco de los Cobos y Molina, Pedro de Ávila y Zúñiga, Bernardino de Mendoza, Francisco de Rojas Enríquez, marqués de Poza, Juan de Acuña, I marqués de Vallecerrato, Diego Sarmiento de Acuña, Pedro Núñez de Guzmán o Gonzalo Fernández de Córdoba y Mendoza, entre otros. Muchos de ellos fueron, también, gobernadores o presidentes del Consejo de Hacienda, puesto que la Contaduría Mayor de Cuentas se encuadraba en este organismo.
Durante el siglo xvi y el primer tercio del xix, la presidencia de la Contaduría Mayor de Cuentas o Tribunal de la Contaduría Mayor de Cuentas pertenecía, por razón de su cargo, al presidente del Consejo Supremo de Hacienda, pero, tradicionalmente, la normativa que reguló el órgano estableció que uno de los ministros de este Consejo asumiera la presidencia si el presidente del Consejo de Hacienda no la asumía. Posteriormente, la institución se desarrolló considerablemente durante la segunda mitad del siglo xix.
En el reinado de Fernando VII, la Contaduría Mayor de Cuentas es de nuevo regulada, primero por las Cortes de Cádiz (que establecieron su independencia y la adscribieron a las Cortes Generales) y, posteriormente en 1828, por una Real ordenanza del rey que estableció la regulación moderna del Tribunal de Cuentas que, a grandes rasgos, ha llegado hasta nuestros días. Durante este siglo, el presidente de la institución llegó a ser Senador del Reino por derecho propio durante la vigencia de la Constitución de 1876.
Tras desaparecer el senado en 1923, el presidente dejó de ser miembro nato del legislativo; en los primeros años de la dictadura de Francisco Franco, aunque no formalmente, lo fue de facto, puesto que Eduardo Aunós, que ejerció el cargo durante casi 21 años, fue procurador en Cortes por desginación del dictador. Precisamente, pocos meses antes de morir Aunós, se aprobó la Ley Orgánica del Estado, que estableció que, el presidente del Tribunal de Cuentas sería, por derecho propio, procurador de las Cortes españolas.
Tras la aprobación de la Ley para la Reforma Política y la restitución del Senado, el presidente del Tribunal de Cuentas del Reino, por aquel entonces Servando Fernández-Victorio Camps, dejó de formar parte del poder legislativo en 1977 puesto que, ni esta ley ni la posterior Constitución de 1978, establecieron que así fuera.